# Мясник (фильм, 1970)
«Мясник» (фр. Le Boucher) — один из наиболее известных и репрезентативных триллеров французского режиссёра Клода Шаброля. Снят в 1969 году в посёлке Тремола на берегу Дордони.

## Сюжет
В крохотном городишке области Перигор разворачивается драматическая история взаимоотношений одинокой школьной учительницы, мадемуазель Элен, и местного мясника по прозвищу Пополь, который недавно вернулся на родину после военных кампаний в Алжире и Индокитае и теперь тщетно пытается приспособиться к мирной жизни. Героиня испытывает к нему неподдельную симпатию, но физического сближения избегает. Вскоре с разных сторон начинают поступать вести о жестоких убийствах молодых женщин, в поисках маньяка в городок прибывает следователь. Подозревая в преступлениях своего ухажёра, мадемуазель Элен начинает опасаться за собственную жизнь…
На свадьбе своего коллеги молодая и обаятельная Элен (Стефан Одран) знакомится с местным мясником Пополем (Жан Янн). Элен — директор местной начальной школы, её квартира расположена непосредственно в здании школы на втором этаже. Элен пользуется большим авторитетом и любовью как среди жителей городка, так и среди учеников. Пополь — потомственный мясник, прослуживший пятнадцать лет в армии, и тяжелые воспоминания об убитых и искалеченных людях не дают ему покоя. Простой, слегка грубоватый Пополь испытывает явную симпатию к Элен и желает ей всячески услужить, она также весьма дружелюбна по отношению к нему.
Вскоре в лесу неподалёку от города обнаруживают зарезанную девушку, полиция начинает расследование, но не находит никаких зацепок. Элен вместе с Пополем и двумя учениками идут за грибами. Во время прогулки Поль спрашивает её, почему у неё нет мужа или возлюбленного. Она отвечает, что десять лет назад любила одного человека, но сильно обожглась, и с тех пор для неё самым дорогим является школа и её ученики, и она вполне этим счастлива. В тот день у Поля был день рождения, по этому случаю Элен подарила ему редкую зажигалку.
Через некоторое время Элен проводит с группой детей экскурсию по местной пещере с наскальными росписями, где обитали кроманьонцы. Недалеко от выхода из пещеры, во время пикника дети обнаруживают тело зарезанной молодой женщины без следов изнасилования. Оказалось, что это жена её молодого коллеги, на свадьбе которого познакомились Элен и Пополь. На месте преступления Элен находит зажигалку, точно такую же, как та, которую она подарила Пополю на день рождения. Естественно, она начинает подозревать Пополя в причастности к убийству, но не подает вида. На вопрос следователя, не видела ли она чего-либо подозрительного в тот день, Элен умалчивает о найденной зажигалке и прячет её в своем столике.
Пополь приезжает из города и угощает её пьяной вишней. После десерта они собираются закурить, и Поль достает из кармана точно такую же зажигалку, которую подарила ему Элен. Как будто бы у Элен пропадают основания для подозрений в отношении Пополя. Вскоре, занимаясь ремонтом в квартире Элен, Пополь случайно обнаруживает в её столике зажигалку и забирает её себе. Теперь Пополь знает, что Элен знает, что это он был на месте преступления и скорее всего является убийцей. Вернувшись домой, Элен видит, что зажигалка пропала, и единственный, кто мог её украсть, это Пополь.
Ночью Пополь приходит к школе и зовет Элен. Она судорожно закрывает в здании все двери, но Пополю всё-таки удается проникнуть внутрь. Они встречаются в школьном классе, Пополь достает нож. Он рассказывает Элен, что это действительно он убил двух человек, и сделал это не по какой-либо конкретной причине, а просто из-за неконтролируемого желания убивать. Объяснившись, Пополь делает несколько шагов по направлению к Элен. После нескольких секунд чёрного экрана нож оказывается воткнутым в живот мясника: напрашивается мысль о самоубийстве. Вынув нож, Элен доносит Пополя до своей машины и везет его в больницу. В больнице Пополь умирает на руках у врачей.

## В ролях
- Стефан Одран — Элен
- Жан Янн — Пополь
- Антонио Пассалиа — Анжело
- Паскаль Фероне — Отец …
- Марио Беккара — Леон Амель
- Вильям Геро — Шарль
- Роже Рудель — Инспектор полиции Грумбах

## Проблематика
В «Мяснике», как и во многих фильмах Шаброля, подробно прорисована картина обыденной повседневности, за которой по ходу фильма проступает сокровенная психопатология. Элен и Пополь воплощают, с её стороны, воспитанность, респектабельность и сопутствующее цивилизации вытеснение животных инстинктов, с его стороны — варварское насилие и чувственность, а вместе с тем секс и смерть.
Мадемуазель Элен пичкает детей текстами Бальзака и заставляет их танцевать менуэты в костюмах эпохи рококо. Вместо букета Поль дарит своей возлюбленной баранью ногу, которая своей формой напоминает сталактиты пещеры Куньяк, куда героиня водит на экскурсию своих маленьких подопечных, весело щебеча: «Если бы пещерный человек не выжил, не было бы мира, в котором живём мы с вами». Повествовательное напряжение обостряют таинственные, тревожные звуки, которые служат мостиком между сценами. Этот атональный музыкальный пуантилизм — намёк на скрытую от глаз зрителей до поры до времени первобытную сторону героя.
В нарушение классических законов триллера зрителю «Мясника» с самого начала ясно, кто совершает убийства. Сюжет вращается именно вокруг факта виновности, материальным олицетворением которого служит подаренная Элен зажигалка. Для критика Роджера Эберта основной вопрос фильма — что влечёт столь разных людей друг к другу? Возможно, Элен не хочет себе признаться в том, что её завораживает вульгарное жизнелюбие мясника? Возможно, она упивается ощущением опасности? Уже в первой сцене она не может отвести глаз от того, как Поль орудует ножом. Нет ли в этом скрытого мазохизма?
«Мясник» иллюстрирует классический конфликт и взаимное притяжение примитивного «Оно» и прагматичного «Суперэго»: за хрупким фасадом буржуазной респектабельности Шаброль в очередной раз обнаруживает неукрощённого зверя. Среди специалистов по Шабролю распространено мнение, что невольной виновницей преступлений стала именно Элен, которая разбудила в Поле первобытные инстинкты, но из-за своей фригидности не смогла ответить на его чувственный порыв. Только в заключительной сцене героиня Одран, как принято считать, осознаёт свою долю вины в произошедшем.

## Награды
За работу в этом фильме в 1970 году Стефан Одран была удостоена приза лучшей актрисе на Международном кинофестивале в Сан-Себастьяне, а в 1973 году была номинирована как лучшая актриса на премию БАФТА Британской академии кино и телевидения.